# Ajuntament de Tàrrega
Ajuntament de Tàrrega és la casa consistorial de Tàrrega (Urgell) protegida com a bé cultural d'interès local.

## Descripció
Dins de la pl. Major de Tàrrega hi ha dos dels edificis més emblemàtics de la població, un és l'Ajuntament i l'altre és l'església parroquial de Santa Maria de l'Alba. L'Ajuntament de Tàrrega es construeix com a casa de la vila dins d'un estil eclèctic entre l'arquitectura renaixentista i els nous estils que portà el Barroc. La façana d'aquest edifici és l'única part original conservada, ja que interiorment s'ha transformat per tal d'abastir-hi les oficines municipals. La façana es distribueix en quatre pisos d'alçada on, a la planta baixa, hi ha l'accés principal que es realitza per una porta emmarcada per pilastres que sostenen un entaulament coronat per un frontó triangular partit en la seva part superior i que interiorment hi allotja un alt relleu amb l'escut de la població caracteritzat per una àguila bicèfala coronada on, al seu cos, hi custodia un escut. A la primera planta de la façana hi ha l'àmplia balconada de forja que dona a la pl. Major. Damunt d'aquesta planta noble hi ha el penúltim pis del qual només se'n conserven dues finestres laterals i finalment la part superior de l'edifici és acabat per una galeria de tretze finestres rematades en arcs de mig punt, protegides superiorment per una cornisa d'àmplia volada.

## Història
Aquesta casa durant les diverses guerres del segle xvii va fer la funció de presó i lloc on es van portar a terme diverses execucions dels reus. Actualment és l'Ajuntament de Tàrrega i es troba interiorment en obres perquè tota l'estructura interna de l'edifici s'ha de remodelar per aluminosis.